# Szamrajiwka (obwód kijowski)
Szamrajiwka (ukr. Шамраївка, pol. hist. Szamrajówka) – wieś na Ukrainie, w obwodzie kijowskim, w rejonie białocerkiewskim, nad Rostawycią, siedziba administracyjna rady wiejskiej. W 2023 roku liczyła 1540 mieszkańców.

## Zarys historii
- Franciszek Ksawery Branicki, hetman wielki koronny założył w tej wsi prywatną stadninę koni[1].

We wsi urodził się Adam Kurowski.